# 東アジアの古代文化
『東アジアの古代文化』（ひがしあじあのこだいぶんか）は、大和書房が発行していた古代史専門の歴史雑誌。季刊。毎号テーマを決めて、1、2の特集が組まれ、研究者の論文が掲載されていた。著名な研究者の論文が多数掲載されることもあり、編集者である大和岩雄の論文も頻繁に掲載されていた。まれに特集の中に作家や詩人の1文が掲載されることがあり、歴史作家としても知られた黒岩重吾は対談などの企画でも登場した。また『天上の虹』で知られる漫画家の里中満智子の1文が掲載されたこともあった（51号）。
研究論文は随時募集しており、採用されたものは特集枠とは別に掲載されていた。
ほか、「古代史情報」では古代史に関するニュースをピックアップして述べ、また「古代史通信」では、過去3ヶ月間の発掘情報が網羅されていた。
1974年（昭和49年）に1974年春号をもって創刊、1987年（昭和62年）に通巻50号、1999年（平成11年）に通巻100号を達成。2009年（平成21年）1月に刊行された137号をもって最終巻となり、35年の歴史に終止符を打った。

## 沿革
1972年11月2日、鈴木武樹（当時は明治大学助教授、ドイツ文学）、後藤孝典（弁護士）、金達寿（作家）、久保圭之介（演出家）、李進熙（当時は元朝鮮大学校講師、古代史）らにより「東アジアの古代文化を考える会」が設立され、翌1973年1月7日、江上波夫が会長として招かれた。事務局長には鈴木が就任した。
その後、鈴木により古代史研究雑誌の創刊が提唱され、江上・金・李・鈴木と大和書房社長の大和岩雄との話し合いにより、題号を『東アジアの古代文化』とするが会の機関誌とはせず、鈴木が個人的に「責任編集」として関係すること、大和が全額を出資して「寺子屋出版社」を設立し、同社より発行を行うこと、が取り決められた。このため、1974年1月5日付で発行された創刊号は、「発行所・株式会社寺子屋出版社 責任編集兼発行人・鈴木武樹 発売元・大和書房」となっていた。
ところが創刊号発行直後、編集実務を担当していた古賀暹が、鈴木との対立から寺子屋出版社を辞任する。このため寺子屋出版社は開店休業状態となり、第2号（1974年5月）からは大和書房の発行となった。さらに、鈴木の多忙により年4回の発行予定が果たせなくなったため、第5号（1975年6月）からは大和岩雄が編集も引き受ける。なお、これと並行して「東アジアの古代文化を考える会」でも内紛が生じ、鈴木は1975年10月12日に事務局長を辞任、幹事も連帯責任として全員が辞任している。
以後、特定の学会や団体との関係を持たない商業誌として発行が続けられてきたが、2008年に大和岩雄が入院し、体力が続かなくなったとして発行継続を断念、翌2009年1月発行の第137号で終刊となった。

## 関連雑誌
- 季刊考古学
- 季刊邪馬台国
- 文化財発掘出土情報